# 서면 (철원군)
서면(西面)은 대한민국 강원특별자치도 철원군의 면이다. 넓이는 74.33 km2이고, 인구는 2019년 12월 31일 주민등록 기준으로 5,922 명이다. 서면은 김화군의 서부에 위치하고 있다고 붙여진 이름이다.

## 개요
38선 이북 지역이어서 1945년 광복 직후 소련군정의 관할에 들어갔다. 한국전쟁 중 치열한 격전이 벌어진 철의 삼각지대로 전쟁 후 대한민국 관할이 되었다. 1962년까지는 대한민국 김화군에 속해 있었으나, 1963년 1월 1일 군사분계선 이남의 김화군이 폐지되면서 철원군으로 편입되었다. 1973년 7월 1일 청양리와 도창리가 김화읍에 편입되었다.
면의 북쪽 화강(花江, 한탄강의 지류)을 경계로 김화읍과 접한다.

### 와수리
와수리는 철원군 내 옛 김화군 지역의 실질적인 중심지로, 김화 지역을 담당하는 각종 공공기관(김화119안전센터, 철원경찰서 김화지구대 등)과 김화 지역 내 중고등학교, 터미널(와수터미널) 등이 위치하고 있다. 인구는 2019년 12월 31일 기준으로 3,882 명이다.
와수리는 화강(花江)을 경계로 김화읍사무소가 위치한 김화읍 학사리와 접해 있으며, 이 두곳은 사실상 하나의 도심을 이루고 있다.

## 행정 구역
| 법정리 | 한자명 | 행정리                                                        | 비고 |
| ------ | ------ | ------------------------------------------------------------- | ---- |
| 자등리 | 自等里 | 자등1리, 자등2리, 자등3리, 자등4리, 자등5리, 자등6리          |      |
| 와수리 | 瓦水里 | 와수1리, 와수2리, 와수3리, 와수4리, 와수5리, 와수6리, 와수7리 |      |